# Qingjing-Moschee

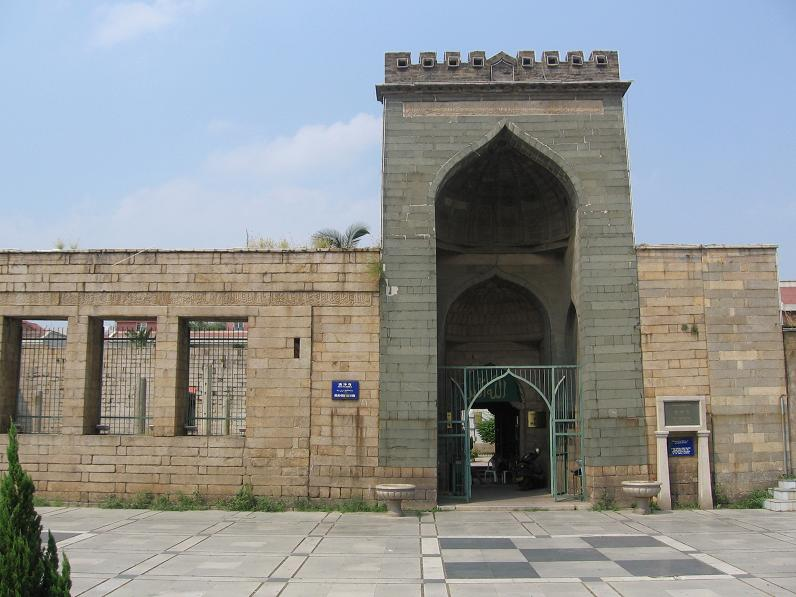
Qingjing-Moschee in Quanzhou

Die Qingjing-Moschee (chinesisch 清净寺, Pinyin Qīngjìng sì) in der chinesischen Stadt Quanzhou, Provinz Fujian, ist eine als Ruine erhaltene, im Jahr 1009 von arabischen Händlern im Stil der Gebetshallen von Damaskus erbaute Moschee. Sie wird auch Aisuhabu-Moschee (Àisūhābo qīngzhēnsì 艾苏哈卜清真寺) genannt, was die Umschrift des arabischen Namens al-Aṣḥāb ist. Sie ist eines der ältesten islamischen Bauwerke Chinas. 
Seit 1961 steht sie auf der Liste der Denkmäler der Volksrepublik China in Fujian (1-87).